# Epiplema oyamana
Epiplema oyamana är en fjärilsart som beskrevs av Matsumura 1931. Epiplema oyamana ingår i släktet Epiplema och familjen Uraniidae. Inga underarter finns listade i Catalogue of Life.